# Exocarpos sparteus
Exocarpos sparteus är en sandelträdsväxtart som beskrevs av Robert Brown. Exocarpos sparteus ingår i släktet Exocarpos och familjen sandelträdsväxter. Inga underarter finns listade i Catalogue of Life.